# Le Duc d'Albe à Sainte-Gudule à Bruxelles
Le Duc d'Albe à Sainte-Gudule à Bruxelles est un tableau de Jean-Auguste-Dominique Ingres (ou de son atelier) réalisé en 1815 à Rome, à partir d'une commande du duc d'Albe, peut-être par l'intermédiaire de son représentant à Rome, M. Poulbon.
Ce tableau est inachevé : la silhouette de l'un des protagonistes est à peine esquissée (sur le plan principal), de même que de nombreuses têtes de figurants.
Ce tableau est exposé à Montauban, au Musée Ingres-Bourdelle (salle 105, au premier étage).